# Love'em Or Leave'em
«Love'em Or Leave'em» es una canción de la banda alemana de hard rock y heavy metal Scorpions, publicado como sencillo en 2004 por el sello Sanctuary Records solo para el mercado estadounidense e incluida como pista dos del álbum Unbreakable del mismo año. Fue compuesta por Klaus Meine y James Kottak en las letras y por Rudolf Schenker en la música, cuyas líricas ha sido interpretada como una metáfora sobre lo acontecido en la vida del autor, de ahí su título.
Fue incluida en la gira mundial Unbreakable World Tour dentro de la cual se grabó en la ciudad de Viena para el DVD Unbreakable World Tour: One Night in Viena, de donde se extrajo como videoclip del álbum al cual pertenece. Además fue grabada en el festival Wacken Open Air en Alemania el 4 de agosto de 2006, el que quedó registrado en el DVD de 2008 Live At Wacken Open Air 2006, también dentro del marco de la gira nombrada.
En 2007 se volvió a grabar esta vez en la ciudad de Manaus en Brasil, lo que quedó registrado en el DVD Amazonia: Live in the Jungle del año 2009.

## Lista de canciones
| N.º | Título                | Escritor(es)            | Duración |  |
| 1.  | «Love'em Or Leave'em» | Schenker, Meine, Kottak | 4:04     |  |

## Miembros
- Klaus Meine: voz
- Rudolf Schenker: guitarra rítmica
- Matthias Jabs: guitarra líder
- Barry Sparks: bajo
- James Kottak: batería